# Сафронов, Иван Иванович (младший)
Ива́н Ива́нович Сафро́нов (род. 18 мая 1990, Москва) — российский журналист, бывший сотрудник газет «Коммерсантъ» и «Ведомости», советник главы корпорации «Роскосмос» Дмитрия Рогозина по информационной политике в мае-июне 2020 года.
Задержан 7 июля 2020 года по подозрению в сотрудничестве со спецслужбами Чехии и передаче им секретных материалов о поставках российского оружия и действиях Вооружённых сил РФ в странах Африки и Ближнего Востока. В тот же день Лефортовский суд Москвы удовлетворил ходатайство обвинения об аресте, с учётом последующих решений арест «в порядке исключения» продлён до 7 апреля 2022 года. 13 июля 2020 года следствие ФСБ предъявило Сафронову обвинение в государственной измене, а 5 марта 2022 года дело передано в суд. 30 августа обвинение потребовало для Сафронова наказания в виде лишения свободы в колонии строгого режима сроком на 24 года. 5 сентября 2022 года суд признал Сафронова виновным в госизмене и приговорил его к 22 годам колонии строгого режима. В декабре 2022 года Первый апелляционный суд общей юрисдикции отказался отменить или смягчить приговор Сафронову, он вступил в законную силу. В феврале 2023 года осуждённый этапирован в Красноярский край для отбывания наказания в колонии строгого режима.

## Биография
Родился 18 мая 1990 года в Москве.
Отец — военный журналист, бывший ракетчик Иван Сафронов, погибший при невыясненных обстоятельствах 2 марта 2007 года. Перед смертью он готовил материал о тайных поставках российских самолётов и зенитных комплексов в Сирию и Иран через Белоруссию, но материал не был опубликован, так как Сафронов-старший неожиданно выпал из окна лестничной площадки своего подъезда на Нижегородской улице, не успев надиктовать информацию. Официально было возбуждено дело о доведении до самоубийства, которое затем было прекращено без предъявления обвинения.
В детстве занимался бальными танцами, стал чемпионом Москвы, но после смерти отца решил стать журналистом. В 2011 году окончил отделение деловой и политической журналистики Высшей школы экономики.
В 2010—2019 годах работал корреспондентом отдела политики, а затем — спецкорреспондентом Издательского дома «Коммерсант», входил в кремлёвский пресс-пул. Комментируя регулярные спецпроверки ФСБ, которые Сафронов успешно проходил как журналист кремлёвского пресс-пула, Русская служба Би-би-си указывает на специфику работы ФСБ, где в целях соблюдения секретности расследований одно управление вправе не делиться информацией с другим. Управление режима может проверять журналиста, в то время как военная контрразведка в тайне от других подразделений может вести его разработку. К 30 годам Сафронов оценивался независимыми экспертами как один из самых известных и цитируемых в России журналистов из числа специализирующихся на военной тематике и космосе. Талант и известность Сафронова уже после ареста отмечал и пресс-секретарь президента РФ Дмитрий Песков.
17 апреля 2019 года Сафронов вместе с другими журналистами «Коммерсанта» опубликовал статью о возможной отставке спикера Совета Федерации Валентины Матвиенко. Материал вызвал неоднозначную реакцию и привел к конфликту внутри редакции «Коммерсанта» между руководством газеты и журналистским коллективом. Ряд СМИ со ссылкой на источники внутри Совета Федерации и администрации президента отмечал, что Матвиенко звонила владельцу издательского дома «Коммерсант» Алишеру Усманову и требовала принять меры. В результате в мае 2019 года газету покинули практически все сотрудники отдела политики, включая Сафронова. Сама Матвиенко отрицала, что имела какое-то отношение к уходу журналистов «Коммерсанта», представитель Усманова сообщил, что акционер узнал о демарше журналистов из прессы.
С июля 2019 года по март 2020 года Сафронов работал спецкорреспондентом «Ведомостей», освещал военную и военно-промышленную проблематику. В конце марта, сразу после первой встречи редакции и будущего главного редактора Андрея Шмарова, покинул «Ведомости».
С мая 2020 года по февраль 2023 года — советник генерального директора госкорпорации «Роскосмос» по информационной политике, уволен в связи с вступлением обвинительного приговора в законную силу.

### Уголовное дело
Утром 7 июля 2020 года Иван Сафронов по пути на работу был задержан возле своего дома на Нижегородской улице, арестован судом до 6 сентября 2020 года. Официально пресс-служба ФСБ сообщила о том, что Сафронов, «выполняя задания одной из спецслужб НАТО, собирал и передавал её представителю составляющие государственную тайну сведения о военно-техническом сотрудничестве, обороне и безопасности Российской Федерации» и в отношении него возбуждено уголовное дело по признакам преступления, предусмотренного статьей 275 УК России («Государственная измена»).
По первому предположению СМИ, причиной возбуждения уголовного дела могла стать публикация журналиста в марте 2019 года о контракте на поставку в Египет партии новейших российских истребителей Су-35. Сразу после выхода статьи в «Коммерсантъ» госсекретарь США Майк Помпео предупредил Египет о возможных американских санкциях в случае приобретения российских боевых самолётов. По требованию российских спецслужб статья Сафронова была удалена с сайта газеты «Коммерсантъ» (доступна в архиве газеты и на других ресурсах), а её автор, по словам коллег, вскоре был вызван на беседу в ФСБ. Сафронов утверждал, что его ранее никогда не вызывали на допросы в ФСБ — ни по данной статье, ни по другим поводам. В связи с этой публикацией газета «Коммерсантъ» была вовлечена в административное судебное разбирательство за разглашение сведений, представляющих государственную тайну. Суд без рассмотрения по существу вернул дело в Роскомнадзор, поскольку претензии ведомства были сформулированы до такой степени неконкретно, что суду было не ясно, в чём именно состоит правонарушение.
Позже адвокаты Ивана Сафронова уточнили, что журналиста подозревают в том, что он в 2012 году был завербован спецслужбами Чехии, а в 2017 году получил от них задание. Речь идёт о передаче через Интернет военно-технической информации о поставках оружия России на Ближний Восток и в Африку. Дело было возбуждено 6 июля 2020 года, но уже через день, по свидетельству адвоката Ивана Павлова, насчитывало 7 томов. Выяснилось, что телефон и электронная переписка Сафронова отслеживались ФСБ в течение длительного времени.
На первом допросе в ФСБ Сафронов заявил, что вину не признаёт и воспользуется ст. 51 Конституции РФ, разрешающей не свидетельствовать против себя. Расследованием его дела занимается подполковник Александр Чабан, следователь 1-го отдела (специализируется на госизмене и шпионаже) следственного управления ФСБ.
По словам адвокатов журналиста, специалисты института криминалистики ФСБ не обнаружили в публикациях Сафронова сведений, содержащих гостайну. В общей сложности три экспертизы сделали Министерство обороны РФ и Федеральная служба по военно-техническому сотрудничеству, они подтверждают секретность сведений о поставках вооружений и действиях Вооружённых сил РФ в странах Африки и Ближнего Востока, которые, по версии следствия, Сафронов передал за рубеж. Служба внешней разведки РФ негласно контролировала переписку Сафронова по электронной почте с домашнего компьютера. По информации адвоката Ивана Павлова, следствие считает, что секретные сведения передавались Сафроновым по интернету с помощью методов шифрования. По данным следствия ФСБ, Сафронов при сборе и передаче информации контрагентам использовал программное обеспечение шифрования VeraCrypt, а в качестве паролей использовались фрагменты из книги писателя-историка Роя Медведева «Путешествие через эру Ельцина» на английском языке. По мнению адвокатов, применение средства шифрования без исследования содержания текстов само по себе ещё не доказывает, что Сафронов совершил преступление, поскольку VeraCrypt — распространённый среди пользователей продукт, используемый журналистами, адвокатами и правозащитниками для конфиденциального общения.
По предположению авторов телепрограммы «Вести недели», чешской спецслужбой могло быть Управление по внешним связям и информации (ÚZSI). Сафронов дружил и неоднократно встречался с Мартином Ларишем (что подтверждал сам чех), который в 2010—2012 годах работал в Москве корреспондентом чешской газеты Lidové noviny, а затем в Чехии стал сооснователем и главой Центра анализа и профилактики безопасности, специализирующегося на подготовке докладов по безопасности в Восточной Европе и Африке (вторым сооснователем Центра, исполнительным директором и партнёром Лариша является бывший высокопоставленный сотрудник министерства обороны Чехии Томаш Коломазник, ранее в минобороны он отвечал за работу с НАТО и Евросоюзом). Интернет-издание «Проект» обнаружило Лариша в социальных сетях Сафронова в числе его двух чешских друзей. При этом издание отметило, что не знает, связан ли Лариш с чешскими спецслужбами и фигурирует ли в уголовном деле, а сам Лариш после ареста Сафронова оказался недоступен для общения с журналистами. Однако позднее Мартин всё же дал комментарий Русской службе Би-би-си, заявив о непричастности к чешской разведке.
Первый вице-премьер и министр внутренних дел Чехии Ян Гамачек отказался комментировать дело Сафронова. Бывший глава военной разведки Чехии Андор Шандор в интервью Би-би-си предположил, что дело Сафронова могло стать ответом России на ряд дипломатических скандалов последнего года, например, на депортацию главы представительства Россотрудничества из Праги.
13 июля 2020 года Сафронов отказался от предложенной ему сделки со следствием.
22 декабря 2020 года опубликовано документальное подтверждение, что в постановлении о привлечении Сафронова в качестве обвиняемого по делу о госизмене нет упоминания о госкорпорации «Роскосмос», однако утверждается, что Сафронова завербовали для негласного сотрудничества с подконтрольной США разведслужбой Чехии в марте 2012 года, в то время он был корреспондентом газеты «Коммерсантъ».
2 марта 2021 года Лефортовский суд по просьбе следствия продлил до 7 мая арест Ивану Сафронову.
18 марта 2021 года Московский городской суд признал законным решение Лефортовского суда Москвы о продлении ареста до 7 мая. В июне 2021 года арест «в порядке исключения» продлён до 15 месяцев, истекающих 7 октября 2021 года. Затем арест продлён Мосгорсудом до 7 января 2022 года.
30 апреля 2021 года адвокат Сафронова Иван Павлов был задержан, а вскоре, после предъявления обвинения, освобождён, против него возбуждено дело о разглашении данных предварительного расследования (статья 310 УК РФ). Как утверждается, Павлов передал журналистам копию постановления о привлечении Сафронова и сообщил им о секретном свидетеле в деле. В сентябре 2021 года адвокат Павлов выехал из России в Грузию «из-за невозможности полноценно работать после <своего> уголовного дела». В августе 2021 года Павлова в деле Сафронова заменил адвокат Дмитрий Талантов.
15 октября 2021 года адвокаты Сафронова сообщили, что он как минимум месяцем ранее перестал получать письма. По словам администрации СИЗО, это произошло по запросу следователя, Александра Чабана, который 2 августа прислал в СИЗО письмо о необходимости изъятия входящей и исходящей корреспонденции Сафронова.
1 ноября 2021 года ФСБ завершила следствие по делу Сафронова. Обвиняемый приступил к изучению материалов, всего в деле 20 томов.
В ноябре 2021 года стало известно, что Сафронова обвиняют также в передаче информации и немецкой разведке. В уголовном деле фигурирует эпизод о том, что Сафронов за 248 долларов продал информацию о деятельности Вооружённых сил России в Сирии политологу Демури Воронину (впоследствии арестованному по подозрению в госизмене), которую тот перенаправил представителям Цюрихского университета Швейцарии и Федеральной разведывательной службы Германии (BND). Согласно оценке ФСБ, переданные от Сафронова на Запад сведения могли быть использованы для анализа действий российских войск в Сирии.
В ноябре 2021 года предметом обсуждения в СМИ стали события ноября 2012 года, когда военно-морской атташе Японии Нитта Хироси (которого спецслужбы России считали связанным с японской разведкой) интересовался у 22-летнего корреспондента газеты «Коммерсантъ» Сафронова о кадровых перестановках в Министерстве обороны РФ, содержании контрактов, заключённых тогдашним министром обороны Анатолием Сердюковым, технических характеристиках МБР «Булава». В 2013 году Хироси интересовался у Сафронова сведениями о поставках Россией в Китай самолётов Су-35, подводных лодок типа «Лада», намерениями Минобороны РФ по военной базе Камрань, расположением мест базирования подводных лодок типа «Борей» и МБР «Булава». Допуска к секретной информации Сафронов не имел, а свои контакты с японским дипломатом считал дружескими.
По данным адвоката Павлова, в ноябре 2021 года следователь ФСБ предложил Сафронову новую сделку со следствием, но тот от неё отказался.
В декабре 2021 года адвокат Павлов сообщил о том, что летом 2021 года Дмитрий Рогозин был допрошен в качестве свидетеля по делу Сафронова.
В феврале 2022 года суд признал продление ареста обвиняемому до 7 апреля законным.
5 марта 2022 года уголовное дело Сафронова было передано для рассмотрения по существу в Мосгорсуд.
18 мая 2022 года на процессе по делу Сафронова прокуратура отказалась заслушивать большую часть своих свидетелей после того, как один из них дал показания, которые, по мнению защиты, опровергли фабулу обвинения: фигурант другого «шпионского» дела, который заключил ранее сделку со следствием, заявил, что, по его сведениям, Сафронов получал информацию только из открытых источников.
28 июня 2022 года адвокат Сафронова Дмитрий Талантов был задержан в Ижевске по обвинению в публичном распространении «заведомо ложной информации» о действиях Вооруженных сил России.
30 августа 2022 года обвинение потребовало для Сафронова наказания в 24 года лишения свободы в колонии строгого режима. Подсудимый свою вину не признал, настаивал, что пользовался материалами только из открытых источников, попросил суд прекратить уголовное дело и освободить его.
5 сентября 2022 года судья Дмитрий Гордеев признал Сафронова виновным в госизмене и приговорил его к 22 годам колонии строгого режима и штрафу 500 тыс. рублей. Кроме того суд постановил ограничить свободу Сафронову на два года, ему будет запрещено выезжать из региона, кроме того будет необходимо регулярно отмечаться во ФСИН. Сафронов обжаловал приговор. После отклонения апелляции Сафронова в феврале 2023 года он этапирован для отбывания наказания в Красноярский край.

### Реакция на уголовное преследование
Сразу после задержания пресс-служба «Роскосмоса» заявила, что уголовное дело не касается текущей работы Ивана Сафронова в госкорпорации. Пресс-секретарь президента РФ Дмитрий Песков охарактеризовал Сафронова как «действительно талантливого журналиста», но заявил, что его задержание не связано с журналистской деятельностью.
7 июля 2020 года не менее 25 человек, в основном журналисты, были задержаны во время проведения одиночных пикетов в поддержку Сафронова, а 8 июля пикеты продолжились в Москве и других городах России.
8 июля правозащитный центр «Мемориал» выразил опасения, что дело Сафронова необоснованно, сфабриковано и связано с его журналистской деятельностью. Правозащитники потребовали открытости расследования этого уголовного дела и публичности суда. Союз журналистов России в тот же день направил запрос на имя директора ФСБ Александра Бортникова с просьбой предоставить информацию о связи дела Сафронова с его журналистской деятельностью. Немедленного освобождения Сафронова потребовала и международная неправительственная правозащитная организация «Комитет защиты журналистов».
13 июля у здания СИЗО «Лефортово» в Москве во время предъявления обвинения Сафронову полиция задержала не менее 18 участников акции в его поддержку, тогда же на Госпитальном мосту через реку Яузу в районе СИЗО был размещён баннер с надписью «#СвободаСафронову».
14 июля в поддержку Ивана Сафронова прошёл онлайн-митинг на YouTube-канале «Новой газеты». В акции по видеосвязи приняли участие журналист Леонид Парфёнов, председатель «Яблока» Николай Рыбаков, оппозиционный политик Дмитрий Гудков, муниципальный депутат Тимирязевского района Юлия Галямина, корреспондент интернет-издания «Медуза» Иван Голунов, главный редактор онлайн-издания The Bell Ирина Малкова, первый осуждённый в России за госизмену журналист Григорий Пасько, осуждённая за оправдание терроризма псковская журналистка Светлана Прокопьева, член Совета по правам человека при президенте Андрей Бабушкин, адвокат Сафронова Иван Павлов.
В поддержку Сафронова выступили редакции десятков СМИ, включая «Коммерсантъ», «Ведомости», РБК, «Медузу», The Bell, «Дождь», Forbes, «Сноб», «Медиазону», «МБХ медиа», Znak.com, «Новую газету» и другие. Профсоюз журналистов и работников СМИ опубликовал открытое письмо, которое по состоянию на 13 июля подписали более 150 человек, имеющих отношение к журналистике. Сафронова поддержали некоторые журналисты кремлёвского пула, представители военного пула корреспондентов, а также журналисты Леонид Парфёнов, Николай Сванидзе, Татьяна Лазарева, Михаил Шац, Владимир Тодоров, Александр Архангельский, Юрий Дудь и другие. Видеообращение в поддержку Ивана Сафронова также выпустил председатель партии «Яблоко» Николай Рыбаков. Невозможной считает версию следствия проработавшая с Сафроновым около 9 лет специальный корреспондент газеты «Коммерсантъ» Елена Черненко, которая оценила его взгляды так: «он патриот, хоть и не государственник». Есть и иные мнения. Эксперт и журналист Игорь Коротченко обратил внимание на то, что Сафронов в качестве аналитика сферы военно-промышленного комплекса имел контакты по меньшей мере с тремя высокопоставленными российскими носителями секретной информации.
18 сентября 2020 года «Новая газета» выпустила фильм-расследование «ШпионоВания».
10 декабря президент России Владимир Путин заявил, что обвинение в госизмене Сафронова не связано с его журналистской деятельностью. По словам главы государства, дело относится к периоду работы в «Роскосмосе». Позже пресс-секретарь президента Дмитрий Песков пояснил, что Путин оговорился: «Говорил в целом о том, что вменяется Сафронову в вину. Сбор и передача информации. Про то, что осужден и что за время работы в „Роскосмосе“, — оговорился», — сказал пресс-секретарь.
2 марта 2021 года пресс-секретарь президента РФ Дмитрий Песков заявил, что президенту России Путину не докладывают все детали дела Сафронова.
К октябрю 2021 года поручительство за Сафронова подписали около 230 журналистов, правозащитников и общественных деятелей, среди которых — лауреат Нобелевской премии мира Дмитрий Муратов.
До оглашения резолютивной части независимые издания потребовали освободить журналиста. Среди них были «Медиазона», «Медуза», «Холод», «Новая газета. Европа», «Новая газета», The Bell, «Важные истории», «Верстка», «Дождь», «Бумага», «Новая вкладка», «Служба поддержки», «Черта», «Такие дела», Moscow Times и «Проект». Прежних работодателей Сафронова в лице «Ведомостей» и «Коммерсанта» — не было, само событие они освещать не стали. После приговора редакция «Коммерсанта» опубликовала письмо бывшему сотруднику издания Ивану Сафронову со словами поддержки.

## Общественная дискуссия о пробелах в законодательстве о гостайне
Задержание и арест Ивана Сафронова породили общественную дискуссию о несовершенстве российского законодательства о гостайне. Так, например, в аналитической статье «Дело Сафронова: в чём проблемы с преследованием за госизмену в России», посвящённой правовому регулированию в сфере защиты гостайны, генеральный директор Российского совета по международным делам (РСМД) Андрей Кортунов отметил, что отсутствие в законодательстве РФ полностью прозрачных критериев информации, представляющей гостайну, имеет неблагоприятные последствия. При этом наибольшим рискам подвержены эксперты и журналисты, работающие с тематиками военной сферы и вооружений. Обращая внимание на отсутствие в РФ свода правил и рекомендаций для журналистов по освещению военно-технического сотрудничества с зарубежными странами, военный эксперт Андрей Фролов приходит к выводу, что в России даже обзорную статью, написанную про военно-техническое сотрудничество на основе открытых источников, в ФСБ могут расценить как раскрытие гостайны. Адвокатами Владимиром Жеребёнковым и Русланом Кобзевым критиковалось также, что рассмотрение таких дел в России проходит в закрытом режиме, в тайне от общественности и прессы, которые не могут узнать об аргументах обвинения и защиты. Экспертиза по таким делам является секретной, ведомственной и зависимой от следствия, оспорить её выводы практически невозможно, а прокурорский надзор по расследуемым ФСБ делам о шпионаже и гостайне весьма ограничен.

## Личная жизнь
Согласно собственному заявлению в суде, Иван Сафронов холост, детей у него нет.
Девушка — Ксения Миронова, журналистка, ранее работала в «Коммерсанте» и в «Медузе». Во время первого обыска находилась в квартире Ивана, её компьютер и телефон также изъяли при обыске, с неё взяли подписку о неразглашении.
Ранее состоял в отношениях с журналисткой, экс-корреспондентом газеты «Коммерсантъ», основательницей издания «Холод» Таисией Бекбулатовой, у которой также состоялся обыск по делу Сафронова.
Сестра — Ирина Сафронова, 1981 года рождения, замужем.